# Шолоховське водосховище
Шолоховське водосховище — водосховище в Україні, на річці Базавлуці, в межах Апостолівського та Нікопольського районів Дніпропетровської області. Дамба розташована біля північно-західної околиці села Шолохове. 

## Опис
Споруджено 1959 року. Водосховище сезонного регулювання стоку. Довжина 17,2 км, пересічна ширина 0,8 км, максимальна — 2 км. Площа водного дзеркала 13,5 км². Пересічна глибина 7 м, максимальна — 26 м, повний об'єм води 97 млн м³ (корисний 92 млн м³). Протяжність берегової лінії 49 км. Береги подекуди круті, кам'яні, порослі чагарником. Влітку температура води в поверхневому шарі досягає 21,7—24,4 градусів. Мінералізація води (за даними перед 1993 р.) 884—2330 мг/л. Влітку спостерігається «цвітіння» води. Водосховище помірно заростає. Вода забруднюється органічними речовинами, нафтопродуктами, сполуками азоту. 
Водяться тюлька, щука, плітка, в'язь, краснопірка, лящ та інші. 

## Використання
Вода використовується для зрошування, технічного і питного водопостачання. Вздовж берегів водосховища — зони відпочинку.